# Adobe Muse
Adobe Muse是個建立網站的程式，它允許設計人員建立固定，流暢和適應的網站，而無需編寫任何代碼。 Muse生產靜態網站，用戶可以自由與任何託管服務提供商託管他們的網站。 用戶可以使用由第三方開發人員建立的插件樣他們的網站添加更多高級功能，如博客和電子商務。 此軟件可通過Adobe Creative Cloud下載。

## 概觀

### 主題
Adobe Muse主題在Adobe Muse的內部建立，並作為.muse共享文件。主題不需要任何配置或設置即可運行。由於Adobe Muse產出靜態HTML文件，因此可以將文件匯出到瀏覽器進行測試，無需連接到服務器或虛擬主機。然而，由於它的靜態性質，主題不能用於現有的內容，並且內容不能被匯入到主題中。由於主題是在Adobe Muse內建立的，因此主題不需要任何代碼知識。 Adobe Muse提供免費的入門設計。主題可以通過內置的“預覽”選項查看，該選項允許用戶在軟件中預覽其網站。作為Creative Cloud的一部分，用戶還可以暫時將自己的網站託管在Business Catalyst中。

### 小工具
Adobe Muse小工具名為MuCow（Muse可配置選項小工具）的XML格式編寫。 小工具放置在Muse畫布上，並將其內容直接嵌入到網站的HTML中。Widgets使Muse用戶能夠將博客，電子商務，動畫等添加到Muse網站。

## 歷史
當Muse最初於2012年5月創立時，它為三種類型的裝置（桌面，平板電腦和移動裝置）建立網站。 使用視口和重新定向，Muse網站的用戶將訪問專門為其通用裝置類型架構的網站。2012年5月，流體設計剛開始成為主流。經過多年的請求，Muse終於在2015.1版本中充分地發佈。
2018 年 3 月 26 日起，Adobe 停止對 Adobe Muse CC 的新功能的開發。2020 年 3 月 26 日之前，Creative Cloud 客戶仍可請求技術支援。
Adobe 官方建議使用者依需求轉換到 Adobe XD、Adobe Portfolio、Adobe Spark Page。

### 發行歷史
| 版本   | 發行日期   | 改善 |
| ------ | ---------- | --- |
| 1      | 2012/5/7   | 第一版發佈。                                                                                                   |
| 2      | 2012/8/20  | 內置的聯繫表單，自動建立的sitemaps，自動建立導航，更快的載入時間和附加文件的能力。                             |
| 3      | 2012/11/11 | 增強代碼質量，HTML5動畫和移動面版選項。                                                                        |
| 4      | 2013/2/26  | 拼字檢查器，匯出選項和代碼質量。                                                                               |
| 5      | 2013/6/17  | 瀏覽器內編輯，滾動效果和圖層板面                                                                               |
| 6      | 2013/8/13  | 視差滾動 |
| 7      | 2013/11/13 | 開發人員能夠創作第三方小工具，社交媒體小工具和全屏幻燈片。 MuseWidgets.com被建立為Adobe Muse小工具的官方來源。 |
| 2014   | 2014/6/18  | 完整的軟件重建，支持64位元，程式內預覽和HiDPI支援。                                                            |
| 2014.1 | 2014/8/13  | 自託管Web字體，項目符號和編號列表以及reCaptcha集成。                                                           |
| 2014.2 | 2014/10/6  | SVG匯入，跨桌面和移動裝置的文本同步，安全FTP支援及查找和替換。                                                 |
| 2014.3 | 2015/2/11  | 可用性和性能改善，顯示和隱藏邊框，安全的FTP自動檢測以及對Windows的HiDPI支援。                                  |
| 2015   | 2015/6/15  | Adobe Stock集成，Typekit集成和聯繫表單更新。                                                                   |
| 2015.1 | 2016/2/8   | 自由形式的響應式網頁設計，可自定的入門設計，並與Adobe Stock集成。                                              |
| 2015.2 | 2016/6/20  | 與資料庫，資料收集器和改善流更好地協作Illustrator工作。                                                        |
| 2017   | 2016/11/2  | 動畫通過CC庫支援，動力縮放功能，並支援Google reCAPTCHA版本2                                                    |
| 2017.1 | 2017/8/22  | 自適應 Widget、按兩下子元素以選取並存取其屬性、支援捏拉縮放                                                    |
| 2018.0 | 2017/10/18 | 支援回溯相容的檔案                                                                                             |
| 2018.1 | 2018/3/26  | 支援在元素之間複製樣式屬性                                                                                     |

## 外部連結
- 官方网站